# Geoffrey Burgon

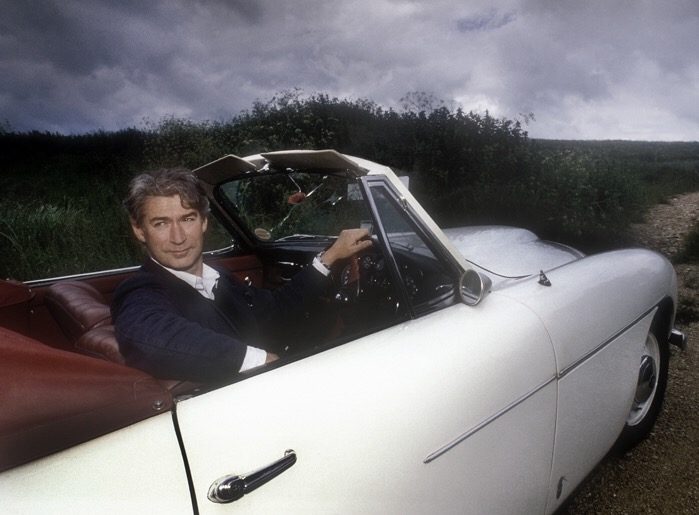
Geoffrey Burgon, 1980er-Jahre

Geoffrey Burgon (* 15. Juli 1941 in Hambledon, Hampshire; † 21. September 2010) war ein britischer Komponist von Ballett- und Filmmusik.

## Leben
Burgon brachte sich autodidaktisch Trompete bei und war Mitglied in einer Jazzband seiner Schule Pewley Grammar School in Guildford.
Er absolvierte die Guildhall School of Music and Drama, London, mit der Absicht, Berufsmusiker zu werden. Schließlich entdeckte er, dass er auch ein starkes Interesse an der Kompositionslehre hatte. Zunächst verdiente er sein Geld noch als Jazz-Trompeter, bis er im Alter von 30 Jahren alle Trompeten verkaufte und sich für eine Laufbahn als Komponist entschied.
Die Kritiker gaben ihm recht und zeichneten sein Requiem 1976 auf dem Three Choirs Festival, einem Festival in den Kirchen von Hereford, Gloucester und Worcester, aus. Sein Werk wird oft in die Tradition Benjamin Brittens gestellt.
Die gleichsam flüssige und mühelose Sprache seiner Musik harmoniert mit der häufig eingesetzten menschlichen Stimme, wobei Burgon auf eine langjährige Zusammenarbeit mit dem Countertenor James Bowman zurücksehen kann.
Im Jahr 1962 heiratete er Janice Elizabeth Garwood, mit der er einen Sohn und Tochter hat. Nach einer Scheidung heiratete er 1992 Jacqueline Krofchak (Künstlername Kroft), eine kanadische Pianistin und Sängerin. Sie haben zusammen einen Sohn.

## Höhepunkte im Werk
- 1974: Musik zum Ballett The Calm für das London Contemporary Dance Theatre
- 1976: Erster wichtiger Erfolg mit dem Requiem auf dem Three-Choirs-Festival
- 1979: Auszeichnung mit dem Ivor Novello Award für Arbeiten für die BBC (Tinker Tailor Soldier Spy - Nunc dimittis)
- 1981: Ivor Novello Award für die Filmmusik der Serie Wiedersehen mit Brideshead
- 1997: Premiere der City Adventures, Konzert für Schlagzeug für Evelyn Glennie
- 2001: schrieb er Heavenly Things, eine BBC-Auftragsarbeit für Christopher Maltman

## Filmmusik (Auswahl)
- 1978: Das Leben des Brian, Monty-Python-Film
- 1981: Die Hunde des Krieges
- 1982: Wiedersehen mit Brideshead
- 1988: Die Chroniken von Narnia: Der König von Narnia
- 1989: Die Chroniken von Narnia: Prinz Kaspian & Die Reise auf der Morgenröte
- 1990: Die Chroniken von Narnia: Der silberne Sessel
- 1991: Robin Hood – Ein Leben für Richard Löwenherz
- 1996: Silent Witness (Fernsehserie, 8 Folgen)
- 1998: The Sound of War; auch: Wenn Helden sterben (When Trumpets Fade)